# Pałac Królewski w Neapolu

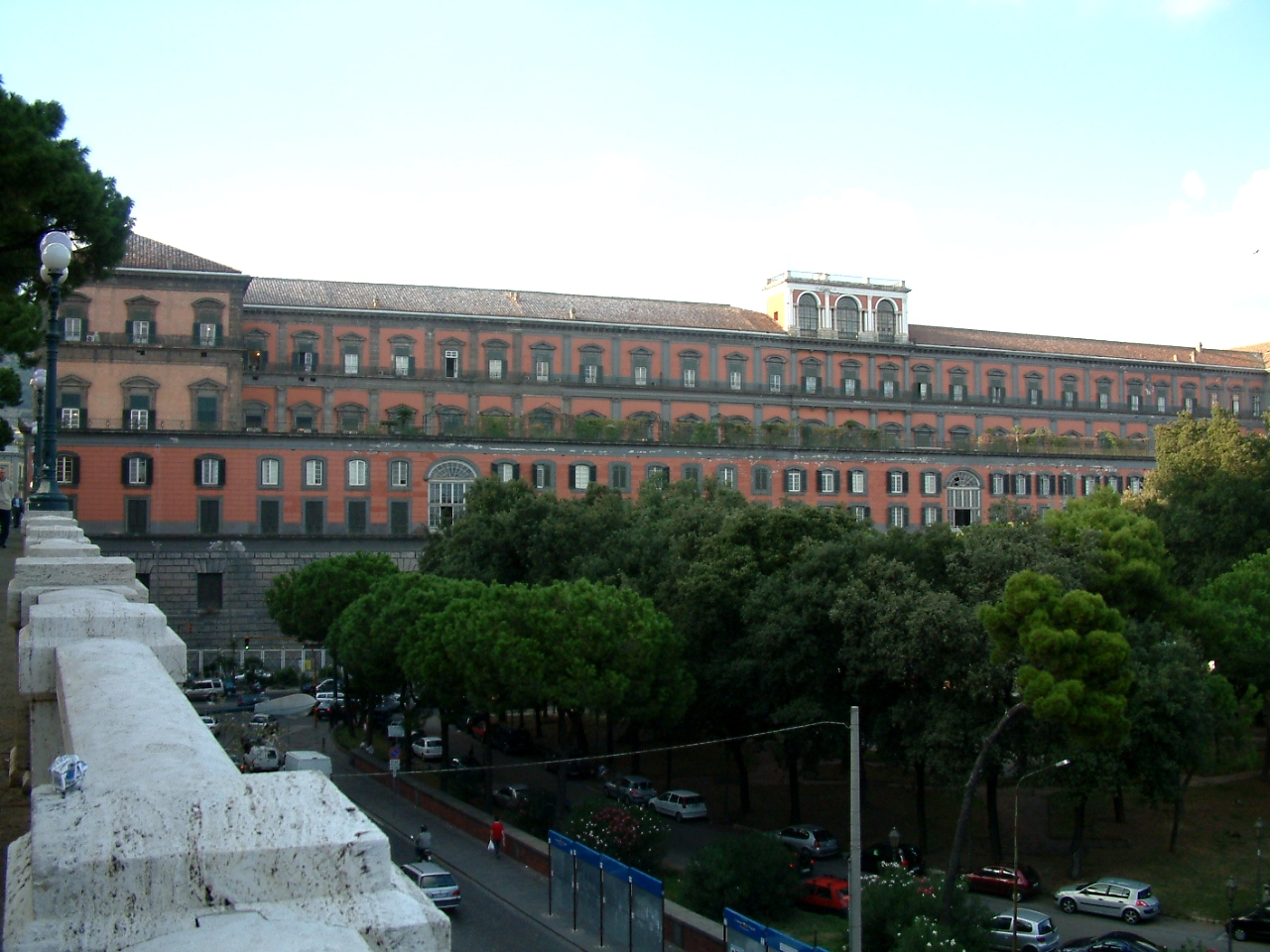
Pałac Królewski (widok z boku)

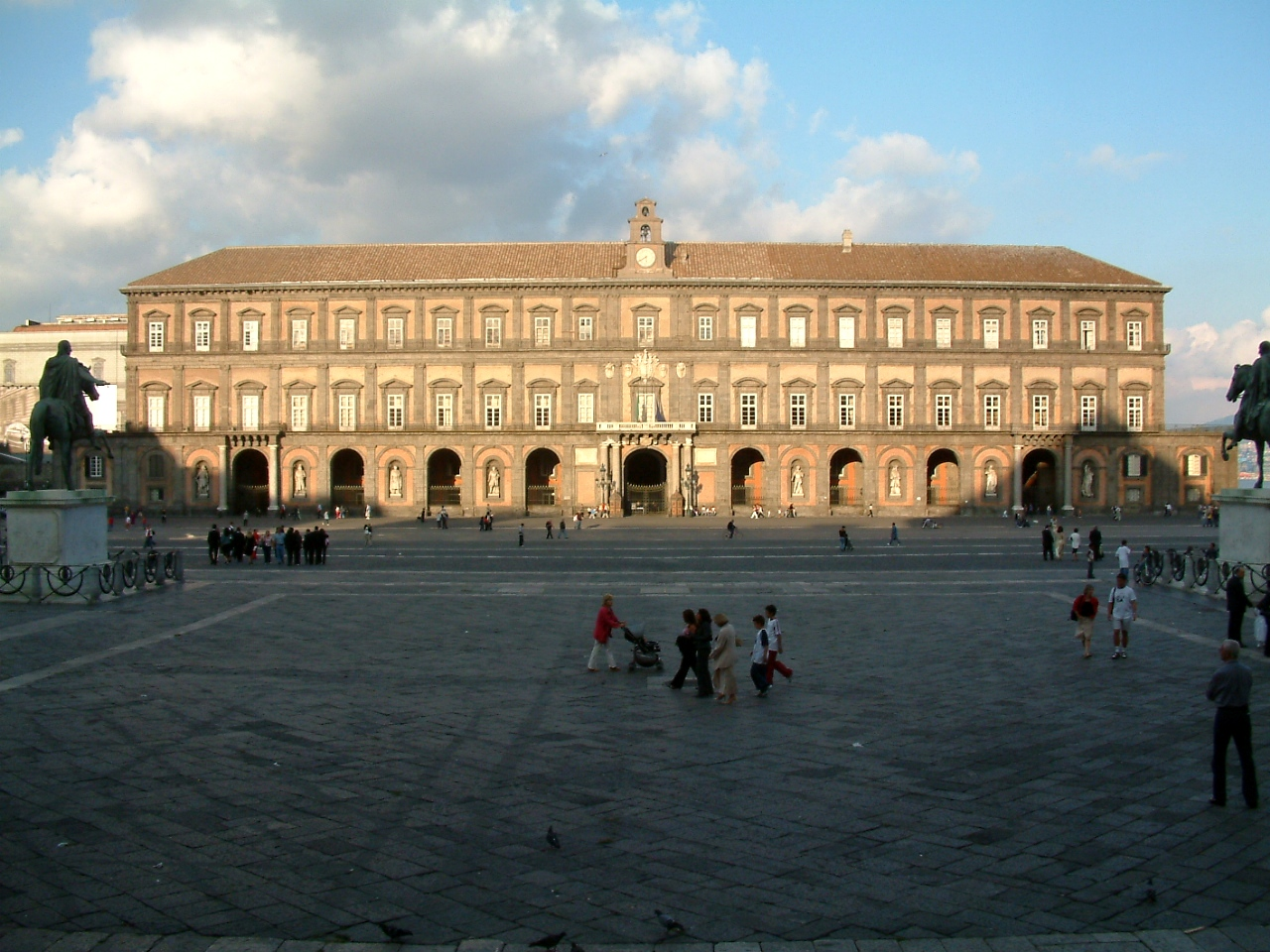
Widok Pałacu Królewskiego z Placu Plebiscytu

Pałac Królewski w Neapolu (wł. Palazzo Reale di Napoli) – jedna z czterech (obok Caserty, Capodimonte i Portici) rezydencji królewskich Dynastii Burbonów panujących w XVIII i XIX wieku w Królestwie Neapolu i Królestwie Sycylii (przekształconych potem w jedno Królestwo Obojga Sycylii).

## Historia i charakterystyka
Został wybudowany w miejscu wcześniejszej, rezydencji hiszpańskich wicekrólów – reprezentacyjnej budowli Neapolu, którą wybudowano z myślą o goszczeniu króla Hiszpanii – Filipa III Habsburga, który jednak nigdy nie odwiedził Neapolu. Zaprojektowanie pałacu zlecono w 1600 architektowi Domenico Fontana. Rodzina królewska jednakże większość czasu spędzała w pobliskiej Casercie, ponieważ Neapol już w tamtych czasach był miastem bardzo ruchliwym i z powodu położenia tuż nad brzegiem morza stanowił łatwy cel do oblężeń przez wrogie floty.

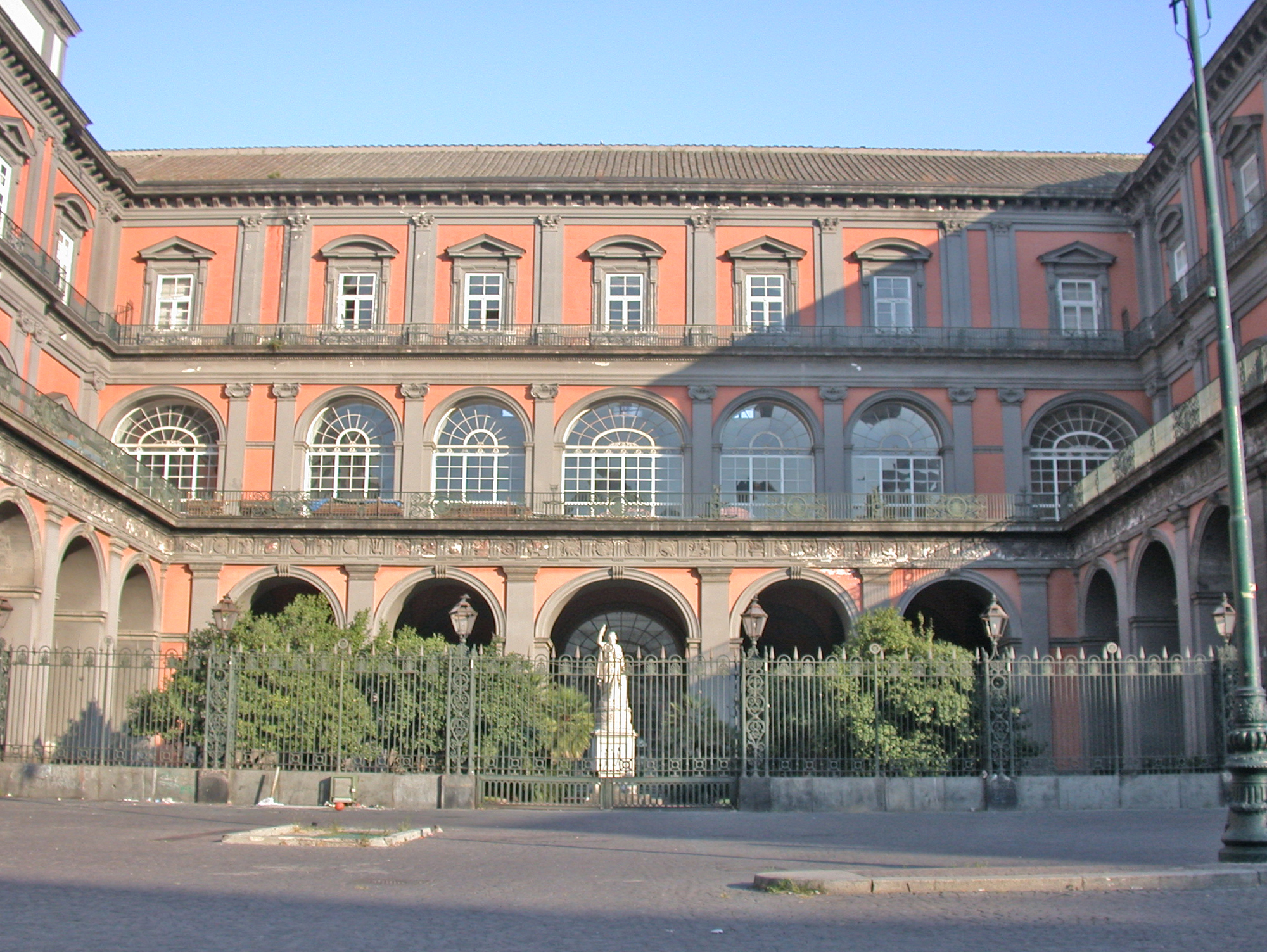
Widok jednego z dziedzińców pałacu

XVII-wieczny pałac, który możemy dzisiaj podziwiać jest efektem wielu przebudowań i zmian. Każdy kolejny mieszkaniec pałacu rozbudowywał go i upiększał, aż budynek stał się elegancką rezydencją królewską z wielkimi, marmurowymi salami. W połowie XVIII wieku za prace budowlane w pałacu odpowiedzialny był Luigi Vanvitelli, a następnie w 1838 po tym, jak większą część budynku strawił ogień – Gaetano Genovese. Dodatkowo w czasie II wojny światowej na pałac spadła bomba, która poważnie go uszkodziła.

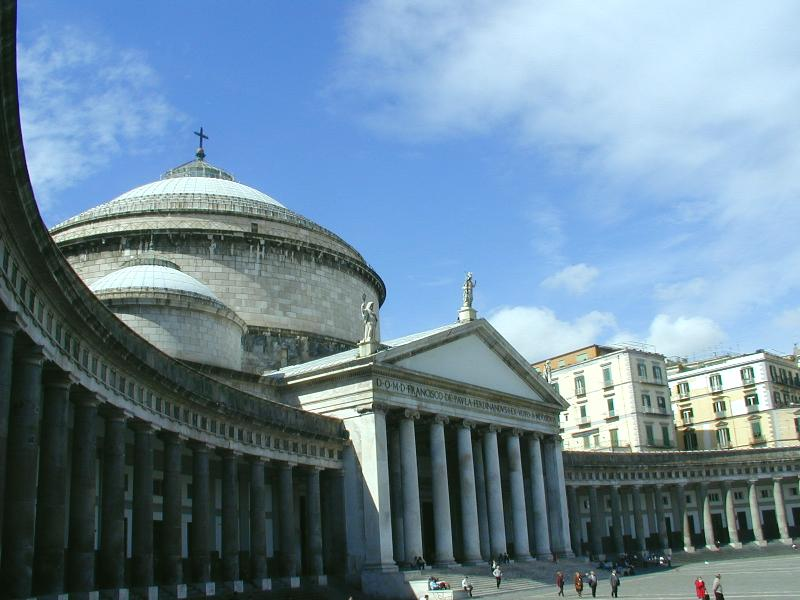
Widok kościoła San Francesco di Paola od strony Piazza del Plebiscito

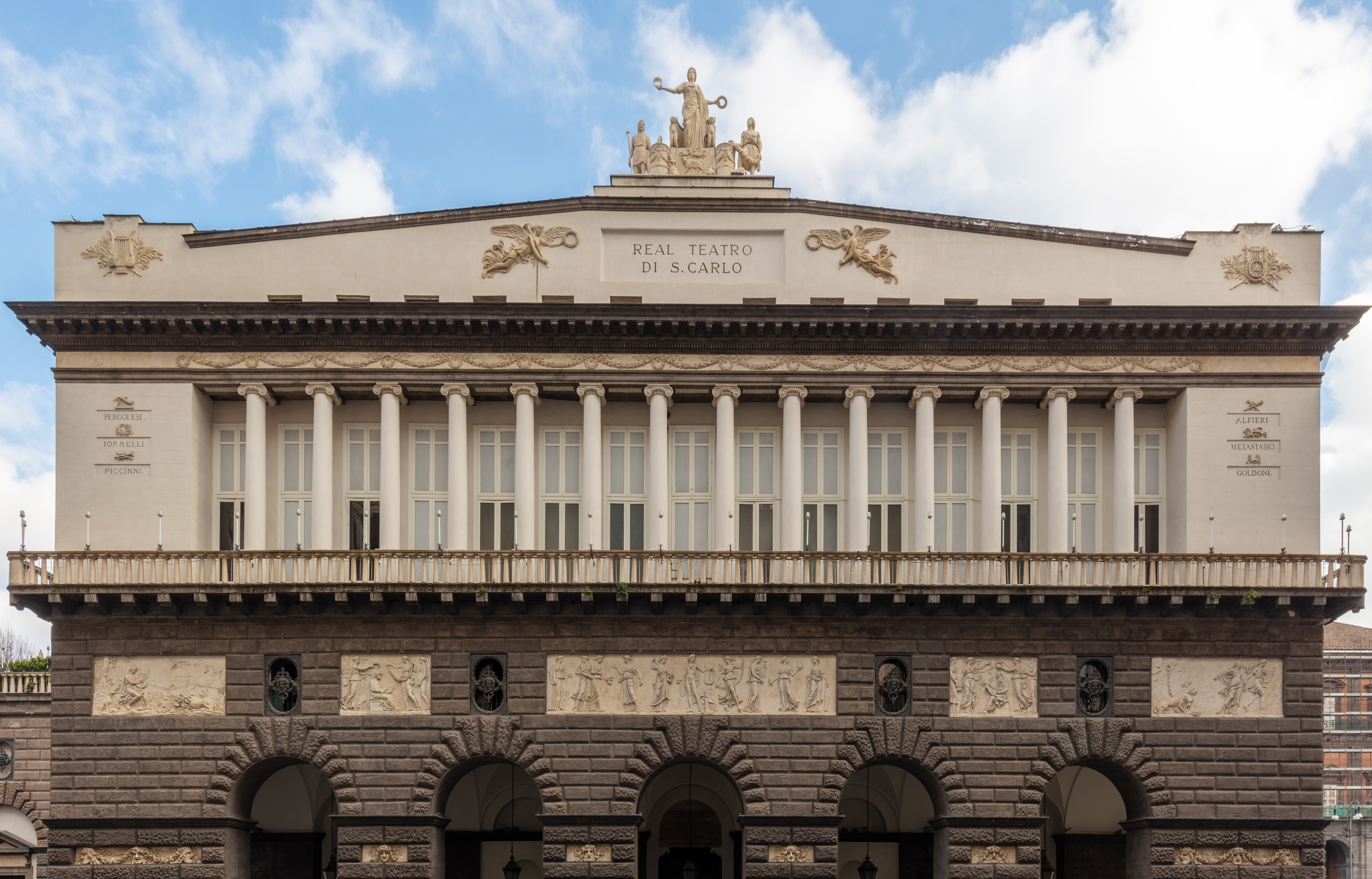
Fasada Teatru San Carlo

Główną fasadą jest fasada zachodnia, która wychodzi na Piazza del Plebiscito (Plac Plebiscytu) – ogromny plac przeznaczony obecnie dla pieszych. Plac ten zawdzięcza swoją nazwę plebiscytowi, który odbył się w 1860, w Neapolu, a jego wynik zadecydował o przyłączeniu Królestwa Obojga Sycylii do Królestwa Sardynii i Piemontu w celu stworzenia jednego, wspólnego państwa włoskiego. Po drugiej stronie placu, dokładnie naprzeciw fasady pałacu wznosi się monumentalna kolumnada XIX-wiecznego kościoła San Francesco di Paola, zaprojektowanego na wzór rzymskiego Panteonu. Fasada ta ozdobiona jest szeregiem XIX-wiecznych posągów, przedstawiających władców Neapolu ze wszystkich dynastii rządzących od założenia królestwa w XII wieku. Są: Roger II, Fryderyk II Hohenstauf, Karol I Andegaweński, Alfons V Aragoński, Karol V Habsburg, Karol III Burbon, Joachim Murat i Wiktor Emanuel II – książę Sabaudii i pierwszy król zjednoczonych Włoch.

## Obecnie
Obecnie w pałacu znajduje się muzeum, kilka urzędów miejskich, Biblioteca Nazionale (Biblioteka Narodowa) oraz Teatr San Carlo (Teatr Świętego Karola) – największy i najstarszy we Włoszech teatr operowy (z 1737).
W 1994 od 8 do 10 lipca pałac gościł uczestników dwudziestego szczytu G7; premiera Kanady – Jeana Chretiena, prezydenta Francji – François Mitterranda, kanclerza Niemiec – Helmuta Kohla, premiera Włoch – Silvio Berlusconiego, premiera Japonii – Tomiichi Murayamę, premiera Wielkiej Brytanii – Johna Majora i prezydenta USA – Billa Clintona.

## Posągi władców Neapolu z głównej fasady Pałacu Królewskiego

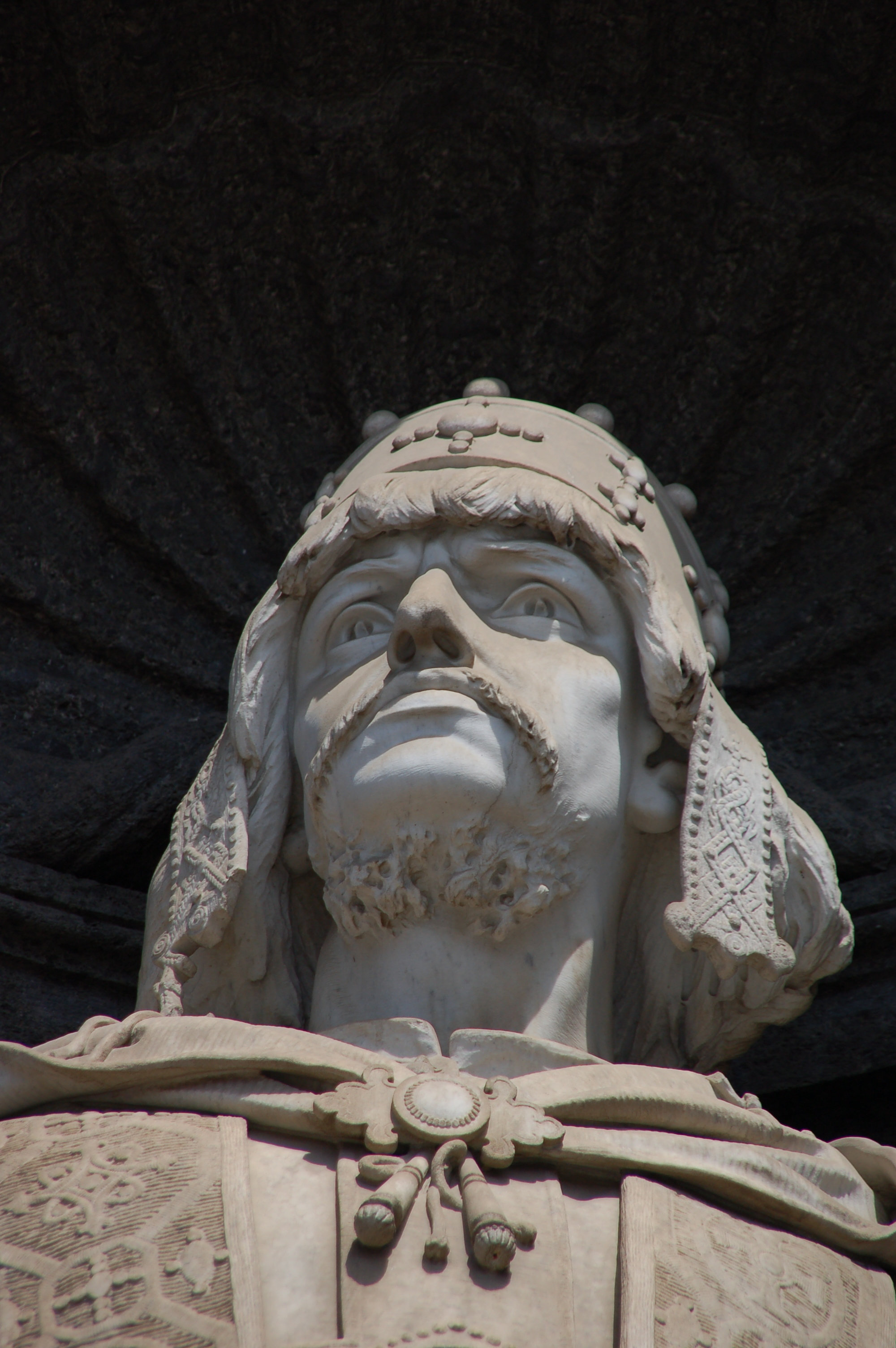
Roger II Normański (Ruggero II di Sicilia)
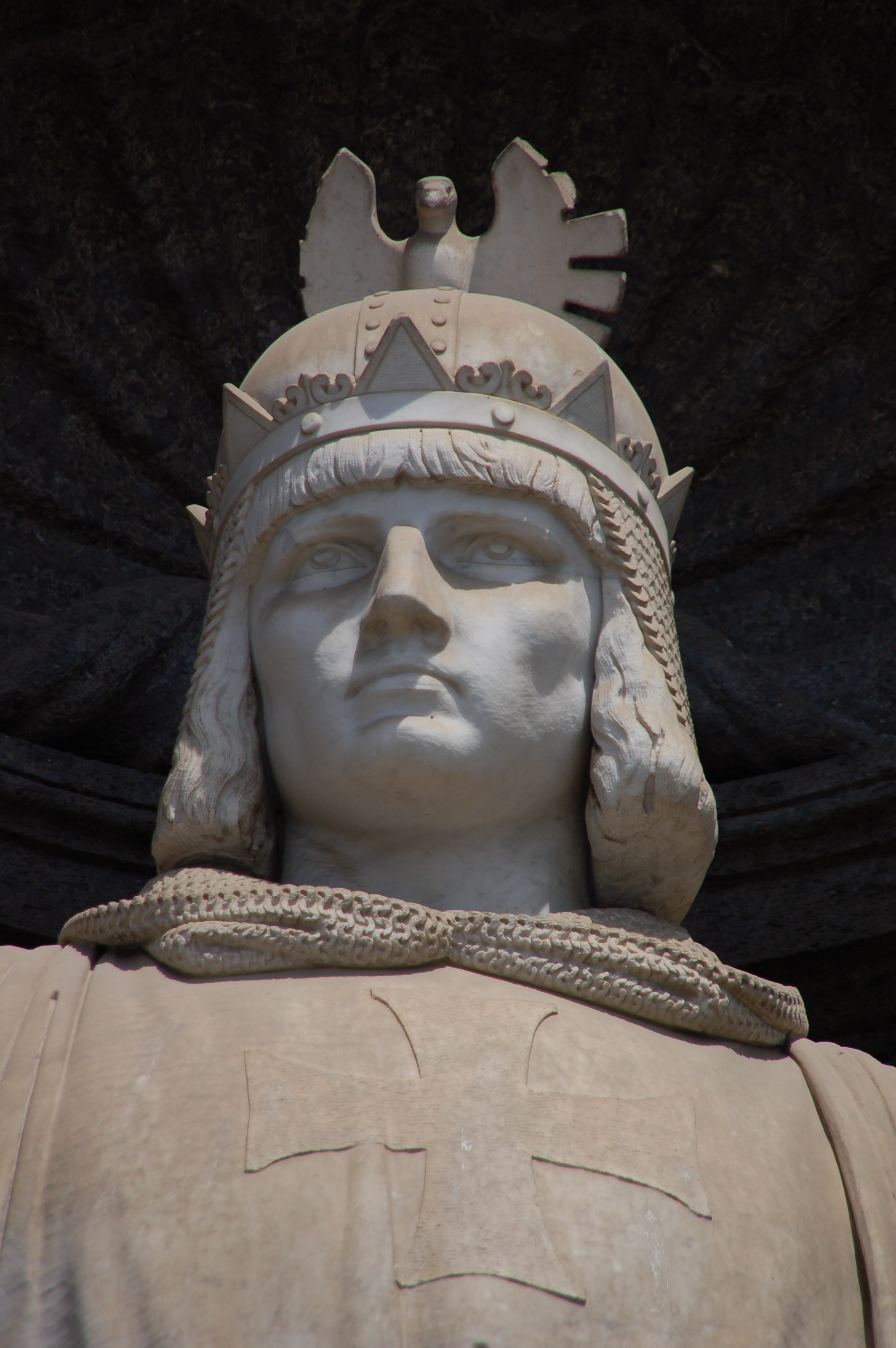
Fryderyk II Szwabski (Federico II del Sacro Romano Impero)
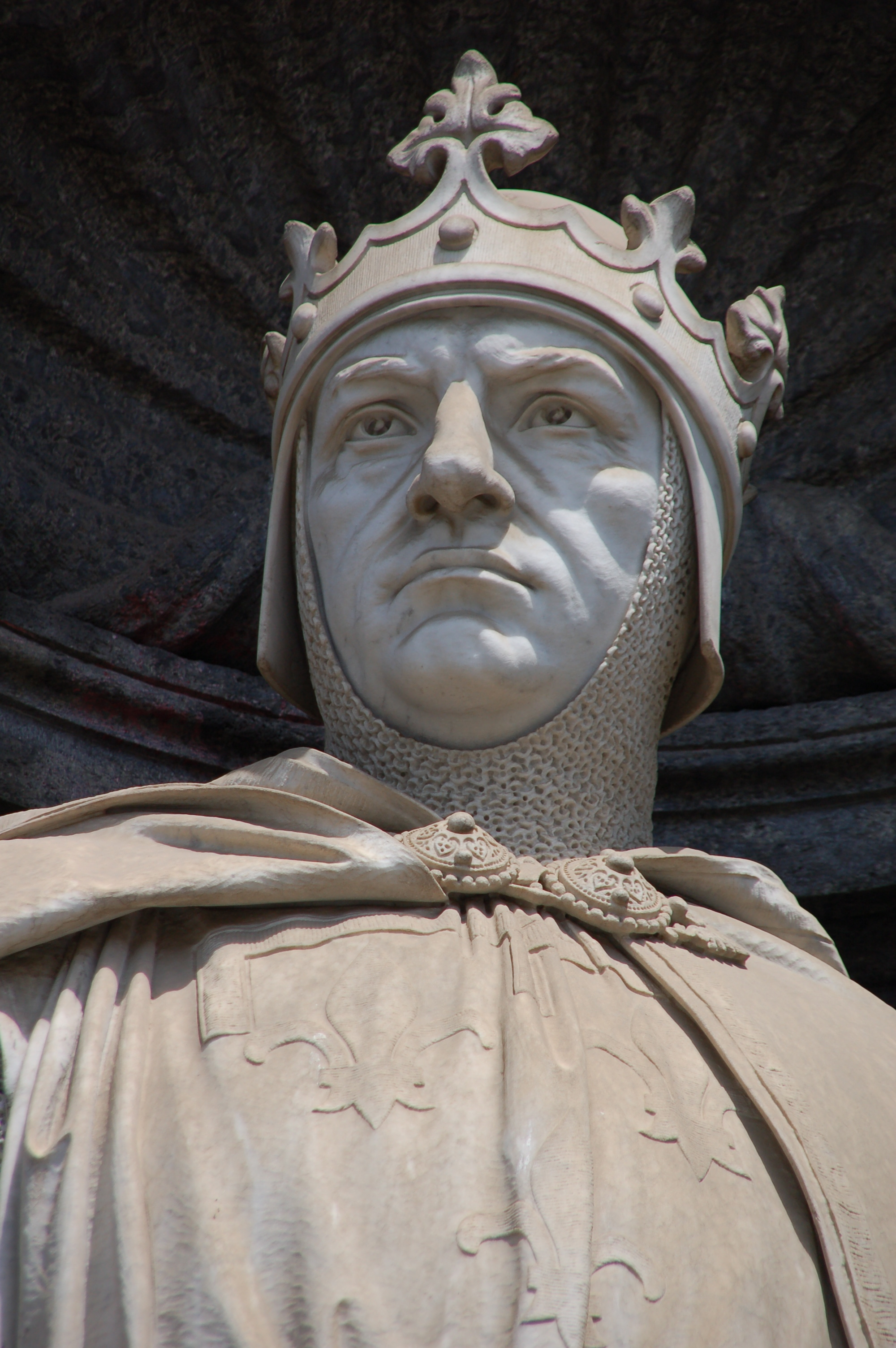
Karol I Andegaweński (Carlo I d'Angiò)
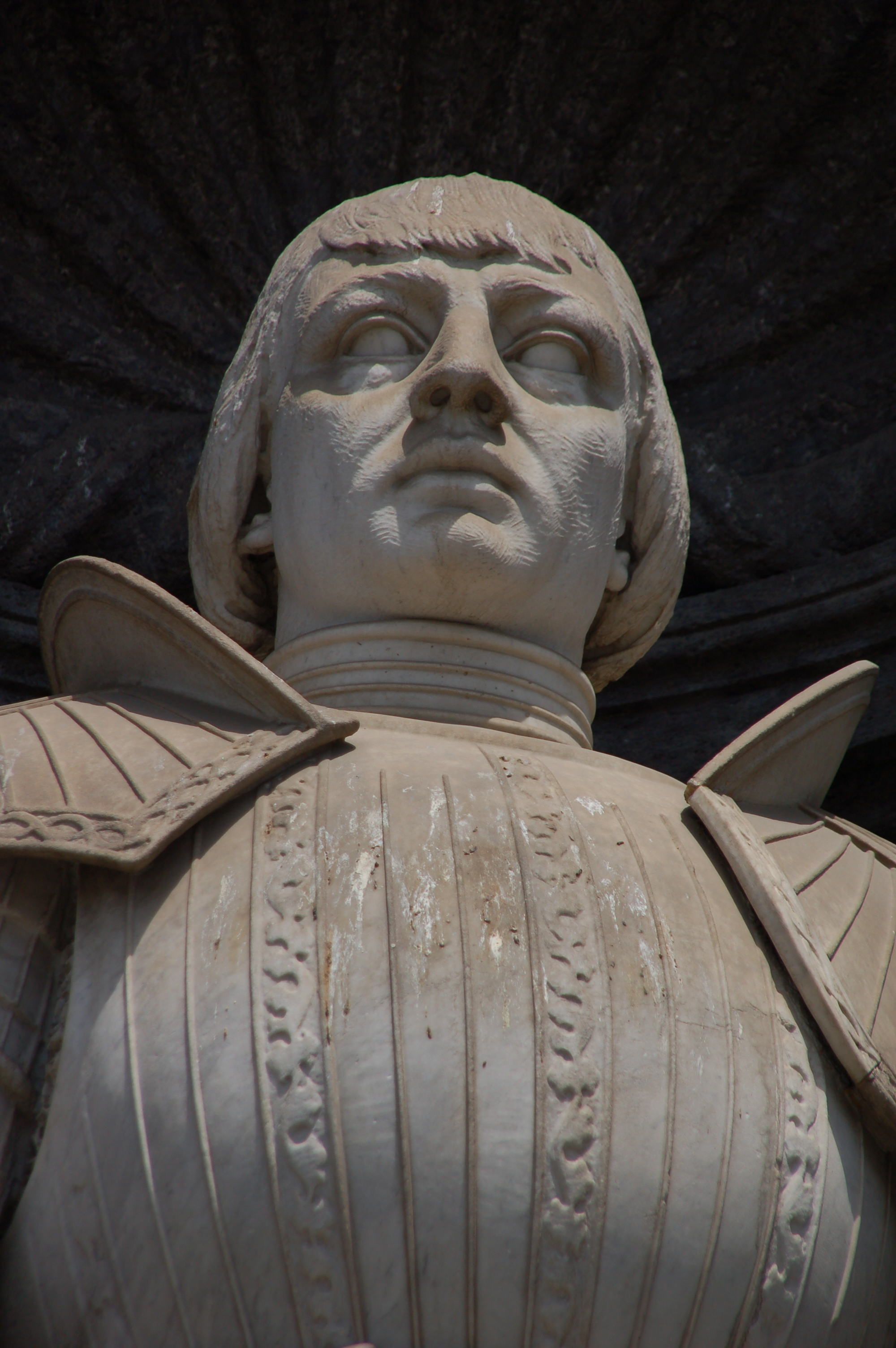
Alfons V Aragoński (Alfonso I di Napoli)
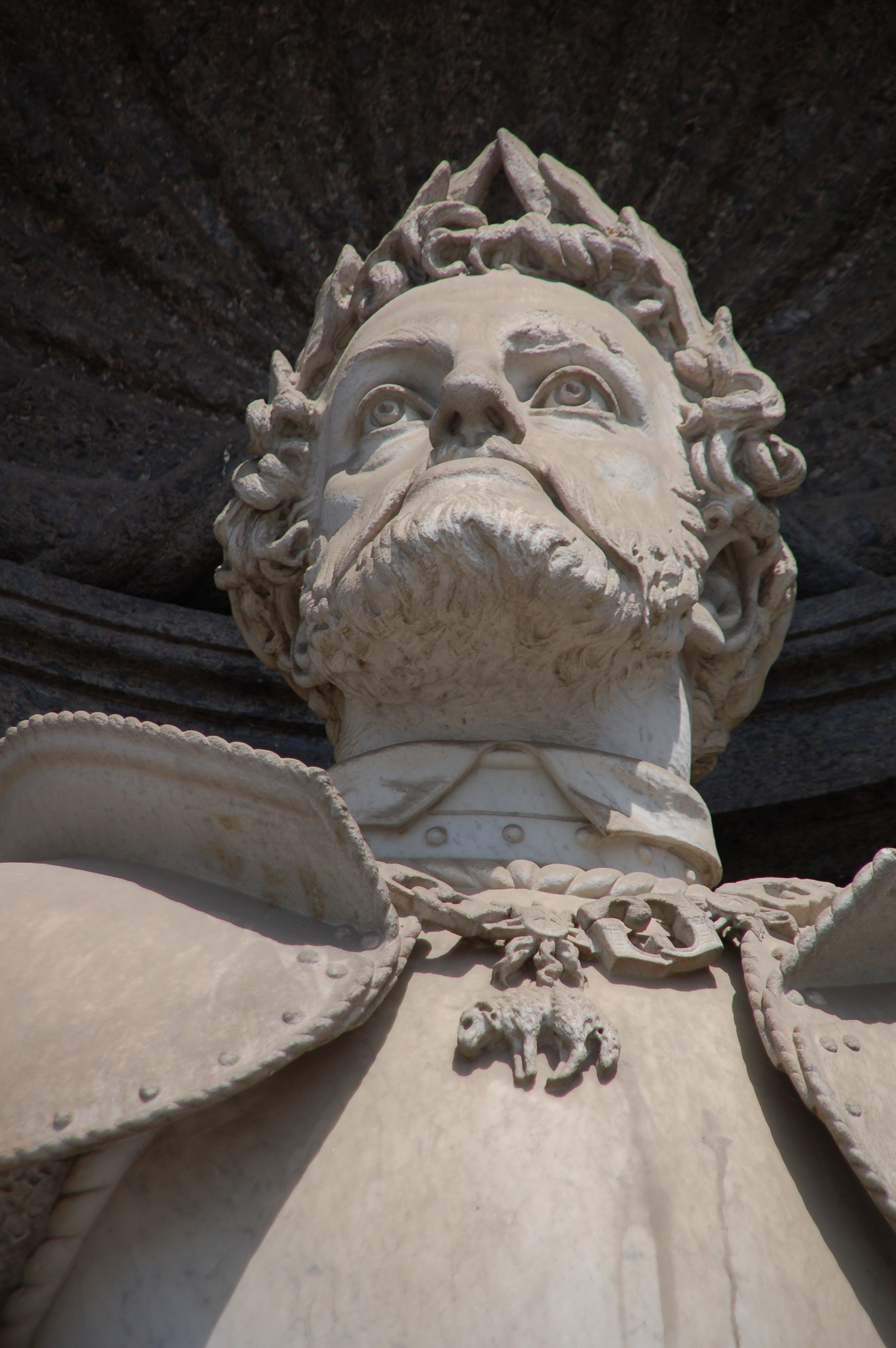
Karol V Habsburg (Carlo V del Sacro Romano Impero)
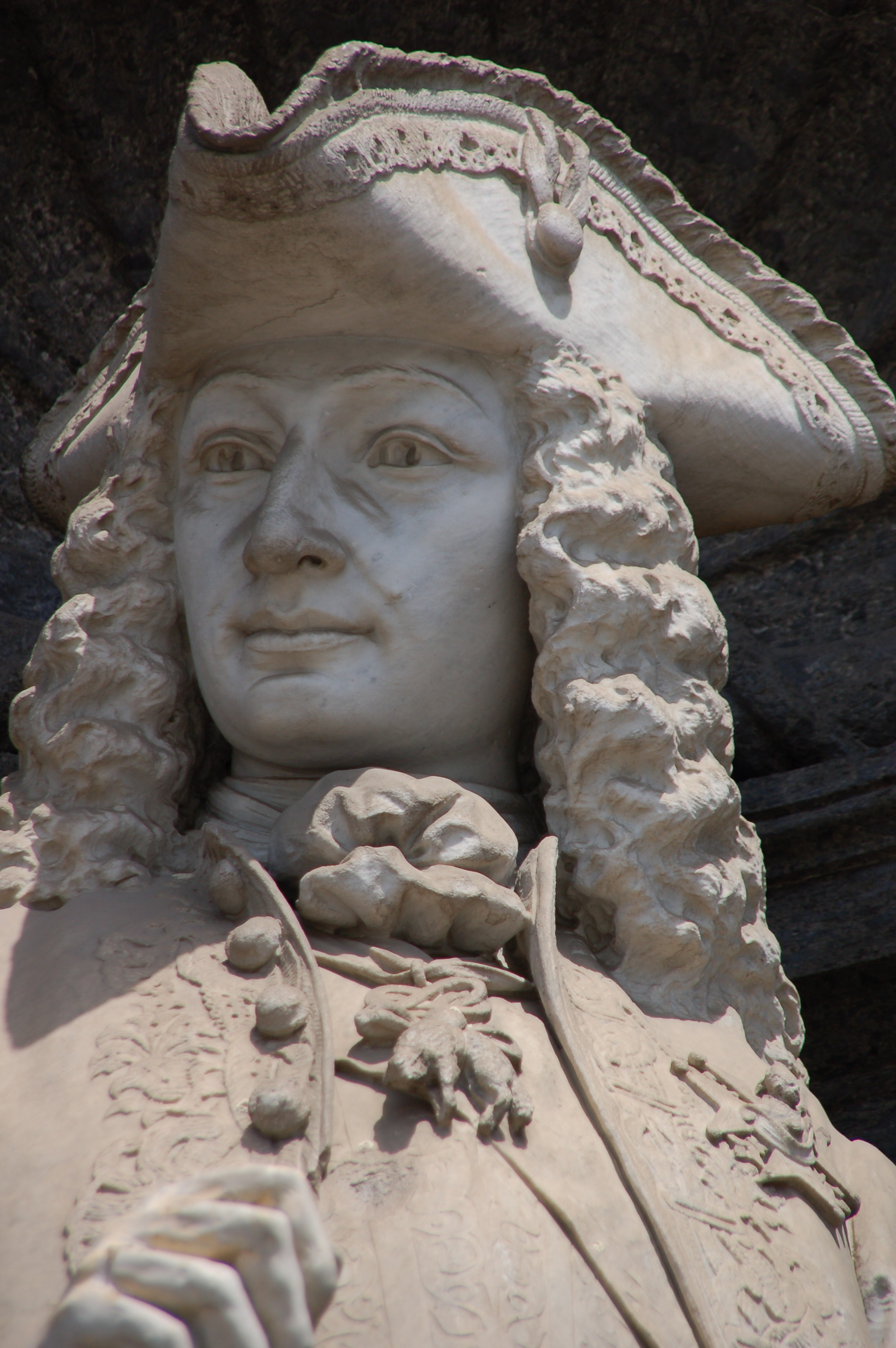
Karol III Burbon (Carlo III di Spagna)
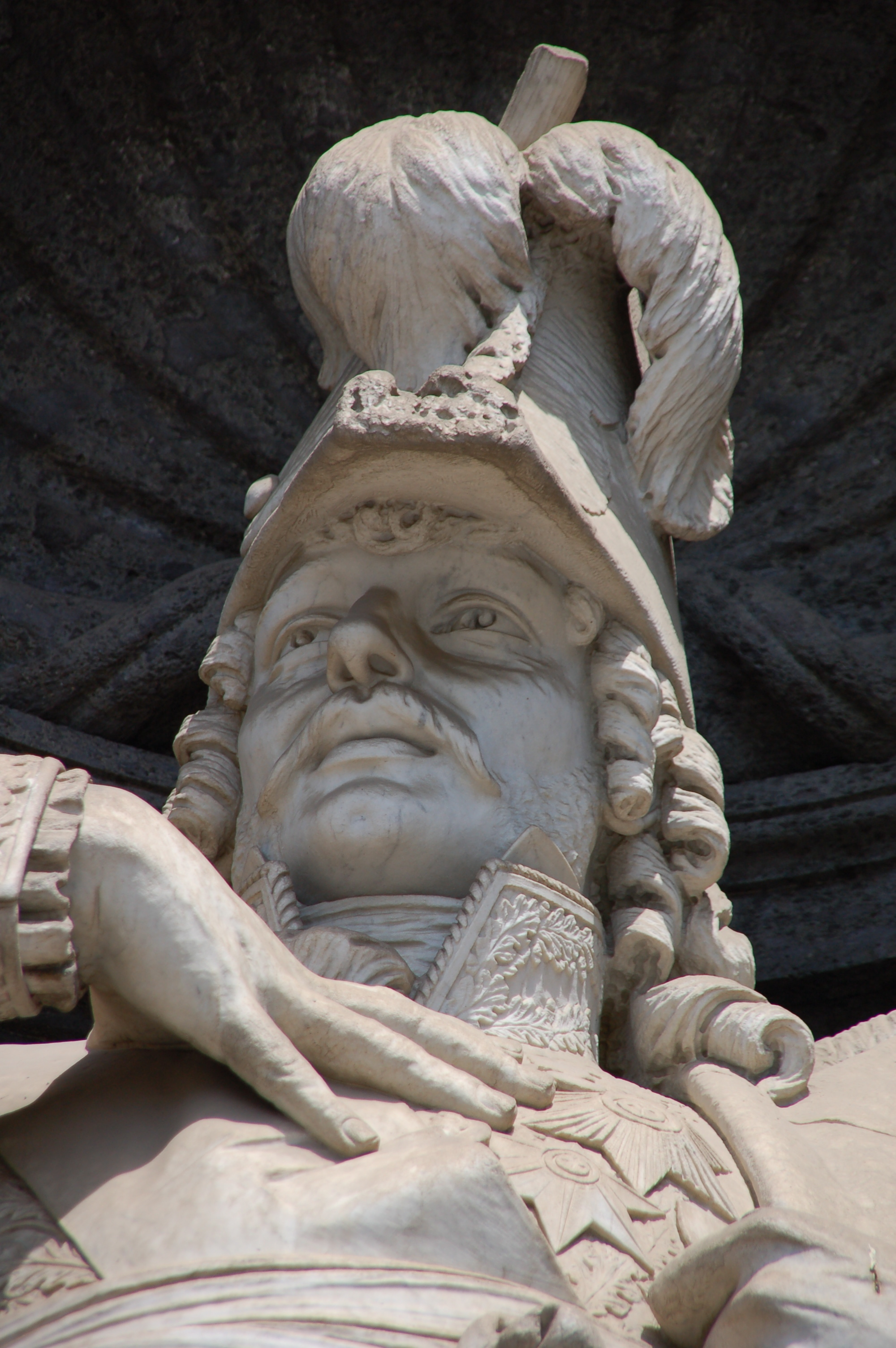
Joachim Murat (Gioacchino Murat)
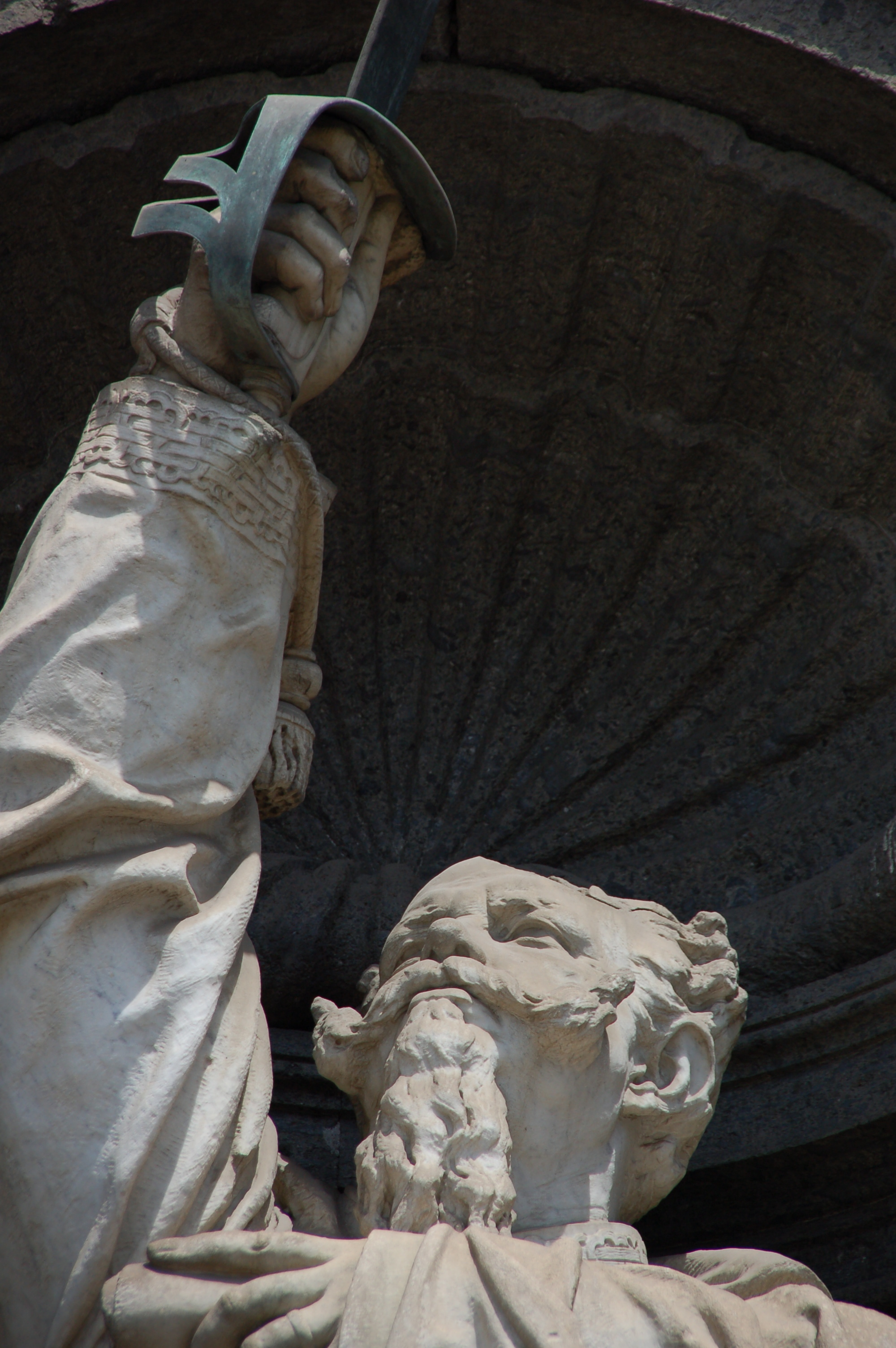
Wiktor Emanuel II (Vittorio Emanuele II)